# Estrecho del Príncipe de Gales
El estrecho del Príncipe de Gales (en inglés, Prince of Wales Strait), es un estrecho marino localizado en el archipiélago ártico canadiense. Administrativamente, sus aguas y las costas que bañan pertenecen a los Territorios del Noroeste, Canadá.

## Geografía
El estrecho del Príncipe de Gales separa isla Banks, al noroeste, de Isla Victoria, al sureste. Une las aguas del golfo de Amundsen, en el suroeste, con las del Vizconde Melville Sound, en el noreste. 
Discurre en dirección SO-NE, y tiene una longitud total de unos 275 km. Tiene dos partes, una más ancha, la más meridional, de unos 100 km de longitud, con una anchura en la boca del golfo de Admudsen (entre punta Alexander Milne, isla Banks y punta Berkeley, en isla Victoria) de 55 km, y una anchura media de 40-50 km, que acaba en la bahía interior de Deans Dundas; luego el estrecho gira un poco en dirección al este y se estrecha de forma considerable: este segundo tramo, que comienza entre punta Stewert y punta Hay (con una anchura de unos 30 km), tiene unos 170 km de longitud y se cierra progresivamente hasta una media de 15-20 km, con una anchura mínima de tan solo 13 km. En la boca septentrional, en su unión con el Vizconde Melville Sound, entre punta Passage (Banks) y punta Peel (Victoria) tiene una anchura de 22,5 km. El estrecho no tiene ninguna isla, salvo una pequeña en la entrada meridional, isla Ramsay, próxima a la ribera de isla Victoria
A partir de finales de invierno se llena de hielo que por lo general no se rompe hasta agosto. La isla homónima, la isla del Príncipe de Gales, se encuentra a más de 300 km al sureste. 
El estrecho es una ruta alternativa para el Paso del Noroeste, una ruta marítima que une el  océano Atlántico y el océano Pacífico. En 1969, el petrolero SS Manhattan se vio obligado a utilizarla después de que el hielo había bloqueado el estrecho McClure. Dado que el estrecho tien en algunos puntos menos de 24 millas, los barcos que lo usan deben pasar indiscutiblemente por aguas territoriales canadienses.

## Historia
El primer navegante occidental del que se tiene noticias de que navegó en estas aguas fue el británico Robert McClure, que participaba en una de las primeras expediciones de búsqueda de la expedición perdida de Franklin, desaparecida en el ártico canadiense mientras buscaba el paso del Noroeste desde 1845. 
La flota partió del Támesis el 11 de enero de 1850, con Richard Collinson al frente y al mando del HMS Enterprise y Robert , su segundo al mando, a cargo del HMS Investigator (ambos en servicio desde 1848 y especialmente acondicionados para tal viaje). Durante el largo viaje el HMS Investigator demostró ser mucho más lento y quedó a la zaga. Collinson, le permitió ponerse al día en el estrecho de Magallanes, pero las naves de nuevo se separaron pronto en el Pacífico. Collinson esperó otros cinco días en Honolulu, y a continuación, el 30 de junio navegó hacia el norte con la esperanza de lograr reunirse en el estrecho de Bering.
Collinson optó por evitar las aguas potencialmente peligrosas de la cadena de las islas Aleutianas, navegando alrededor de su extremo occidental, retrasando su llegada al hielo por un margen decisivo de dos semanas, lo que permitió que McClure se adelantase. McClure había dejado Honolulu cuatro días después que Collinson, pero navegó a través del paso Seguam, bordeando punta Barrow el 7 de agosto y logrando internarse en el golfo de Amundsen. Collinson entró en el hielo nueve días más tarde y buscó sin éxito a un paso libre a través de la banquisa durante dos semanas más; luego, abandonó el intento y optó por pasar el invierno en Hong Kong, y probar de nuevo en 1851, en que conseguiría entrar.
McClure inmediatamente descubrió el estrecho del Príncipe de Gales y logró navegar gran parte del mismo hasta quedar completamente inmovilizado por el hielo. Una exploración en trineo le permitió descubrir que el estrecho llevaba hasta el Vizconde Melville Sound y McClure quedó convencido de que había descubierto el Paso del Noroeste. McClure dejó en la isla Banks una anotación con su logro, fechada el 21 de abril de 1851, registro que fue descubierto en 1917 por Vilhjalmur Stefansson. En 1851 el hielo bloqueaba totalmente el estrecho del Príncipe de Gales y Mcclure decidió retroceder y tratar de rodear isla Banks por el oeste. Tras quedar atrapado su barco en el hielo en la bahía Mercy, debió de abandonarlo y tras muchas vicisitudes y peligros, McClure consiguió, con la ayuda de otro tripulación británica, la del HMS Resolute, que buscaba a Franklin desde el este, ser el primer hombre en completar la ansiada ruta del Paso del Noroeste, después de  pasar cuatro años en el ártico.